# Slania
Slania – drugi album studyjny zespołu Eluveitie, wydany 15 lutego 2008 roku przez Nuclear Blast.

## Lista utworów
| Nr  | Tytuł utworu          | Długość |
| --- | --------------------- | ------- |
| 1.  | „Samon”               | 1:49    |
| 2.  | „Primordial Breath”   | 4:19    |
| 3.  | „Inis Mona”           | 4:09    |
| 4.  | „Gray Sublime Archon” | 4:21    |
| 5.  | „Anagantios”          | 3:25    |
| 6.  | „Bloodstained Ground” | 3:20    |
| 7.  | „The Somber Lay”      | 4:00    |
| 8.  | „Slania's Song”       | 5:40    |
| 9.  | „Giamonios”           | 1:23    |
| 10. | „Tarvos”              | 4:39    |
| 11. | „Calling the Rain”    | 5:06    |
| 12. | „Elembivos”           | 6:31    |
|     |                       | 48:42   |